# The Making of Pump
The Making of Pump je VHS dokumentarni video snimak američke hard rock skupine Aerosmith koji izlazi 1994.g. na VHS-u i 1997. na DVD-u. Materijal se sastoji od zapisa sa snimanja albuma Pump, njihovih razgovora i intervjua.

## Osoblje
- Tom Hamilton
- Joey Kramer
- Joe Perry
- Steven Tyler
- Brad Whitford